# Unguiculariopsis ravenelii
Unguiculariopsis ravenelii är en lavart som först beskrevs av Berk. & M.A. Curtis, och fick sitt nu gällande namn av W.Y. Zhuang & Korf 1987. Unguiculariopsis ravenelii ingår i släktet Unguiculariopsis och familjen Helotiaceae.   Inga underarter finns listade i Catalogue of Life.